# Hautecloque
Hautecloque ist eine französische Gemeinde mit 215 Einwohnern (Stand 1. Januar 2022) im Département Pas-de-Calais in der Region Hauts-de-France. Sie gehört zum Arrondissement Arras, zum Kanton Saint-Pol-sur-Ternoise und zum Gemeindeverband Ternois.

## Lage
Die Gemeinde Hautecloque liegt im Artois, etwa auf halbem Weg zwischen den Städten Montreuil-sur-Mer und Arras. Nachbargemeinden von Hautecloque sind Ramecourt im Norden, Herlin-le-Sec im Nordosten, Maisnil im Osten, Buneville und Sibiville im Südosten, Framecourt im Süden, Écoivres im Südwesten, Croisette und Flers im Westen sowie Herlincourt im Nordwesten.

## Bevölkerungsentwicklung
| Jahr                       | 1962 | 1968 | 1975 | 1982 | 1990 | 1999 | 2006 | 2013 | 2022 |
| -------------------------- | ---- | ---- | ---- | ---- | ---- | ---- | ---- | ---- | ---- |
| Einwohner                  | 231  | 198  | 194  | 202  | 179  | 186  | 209  | 222  | 215  |
| Quellen: Cassini und INSEE |      |      |      |      |      |      |      |      |      |

## Sehenswürdigkeiten

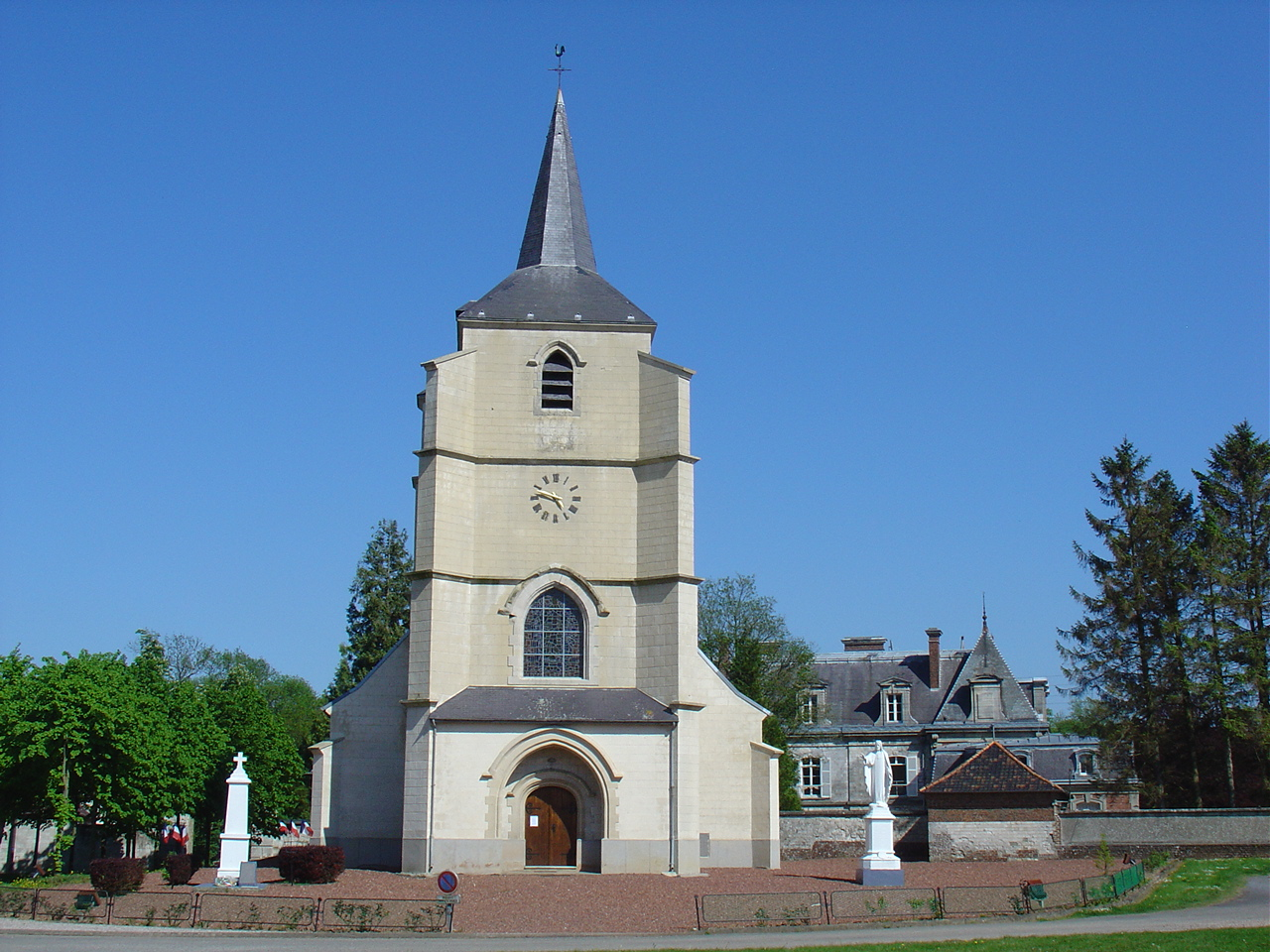
Kirche Saint-Léger
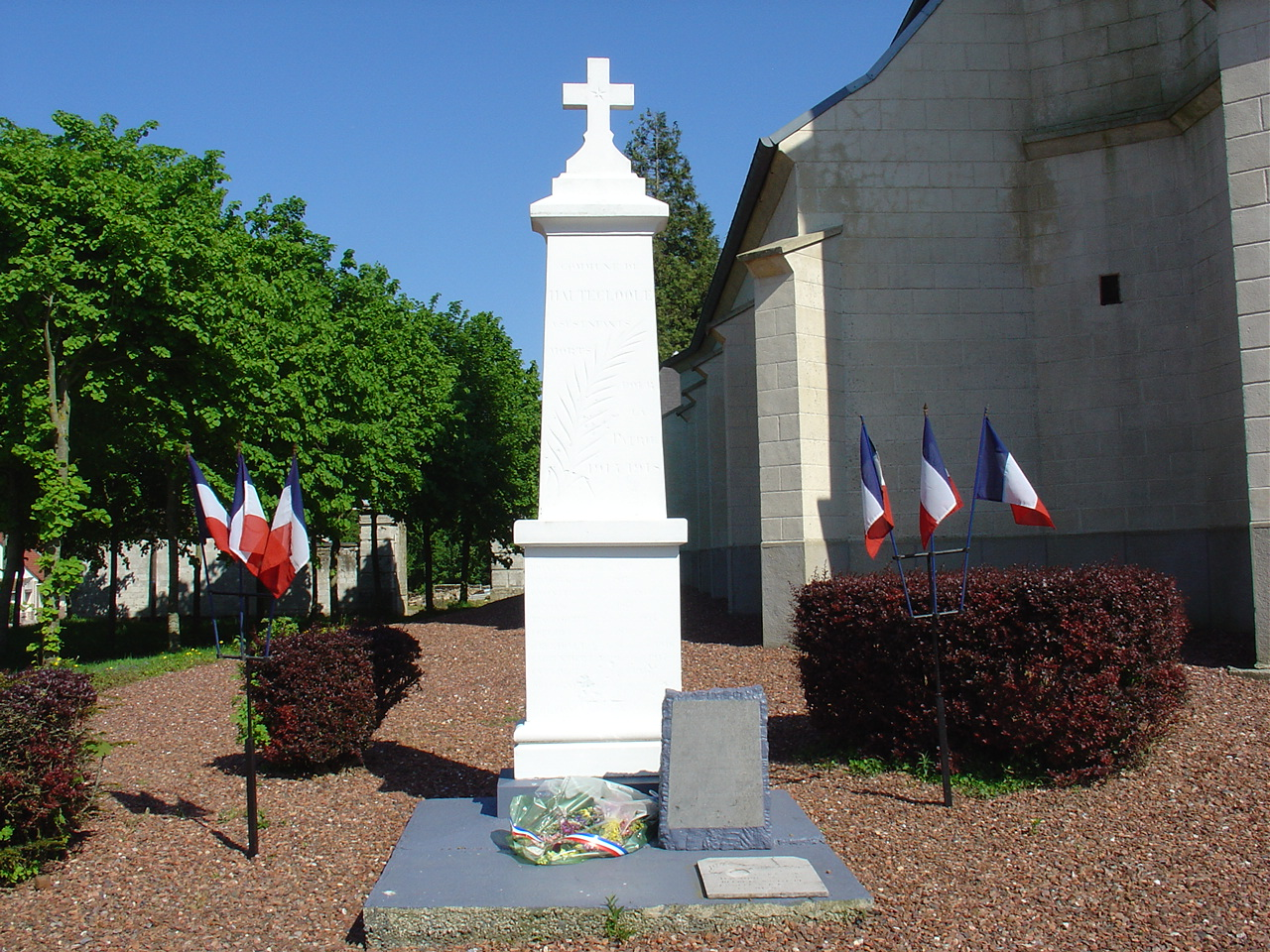
Gefallenendenkmal

- Schloss Hautecloque
- Schloss Sains

- Kirche Saint-Léger
- Gefallenendenkmal